# World Games 2025/Wushu
Bei den World Games 2025 in Chengdu wurden vom 8. bis 12. August 12 Wettbewerbe im Wushu ausgetragen. Austragungsort war das Hi-Tech Zone Sports Centre Gymnasium.

## Bilanz

### Medaillenspiegel
| Platz  | Land              | Gold | Silber | Bronze | Gesamt |
| ------ | ----------------- | ---- | ------ | ------ | ------ |
| 1      | China             | 5    | 1      | –      | 6      |
| 2      | Iran              | 2    | 1      | 1      | 4      |
| 3      | Hongkong          | 2    | 1      | –      | 3      |
| 4      | Malaysia          | 1    | 1      | 1      | 3      |
| 5      | Ägypten           | 1    | –      | 1      | 2      |
| 5      | Südkorea          | 1    | –      | –      | 1      |
| 7      | Vietnam           | –    | 2      | 1      | 3      |
| 8      | Singapur          | –    | 1      | 3      | 4      |
| 9      | Japan             | –    | 1      | 1      | 2      |
| 10     | Brunei            | –    | 1      | –      | 1      |
| 10     | Indonesien        | –    | 1      | –      | 1      |
| 10     | Indien            | –    | 1      | –      | 1      |
| 10     | Usbekistan        | –    | 1      | –      | 1      |
| 14     | Chinesisch Taipeh | –    | –      | 1      | 2      |
| 15     | Philippinen       | –    | –      | 1      | 1      |
| 15     | Spanien           | –    | –      | 1      | 1      |
| Gesamt | Gesamt            | 12   | 12     | 12     | 36     |

### Medaillengewinner
Männer
| Disziplin                   | Gold                    | Silber                  | Bronze              |
| --------------------------- | ----------------------- | ----------------------- | ------------------- |
| Sanda bis 56 kg             | Tang Sishuo (CHN)       | Đỗ Huy Hoàng (VIE)      | Carlos Baylon (PHI) |
| Sanda bis 70 kg             | Song Gi-cheol (KOR)     | Yat Lam Cheung (HKG)    | Zhang Huan-yi (TPE) |
| Sanda bis 85 kg             | Alhussein Wahdan (EGY)  | Mohammadreza Rigi (IRI) | André Fandino (ESP) |
| Nanquan - Nangun            | Shahin Banitalebi (IRI) | Mohammad Roslan (BRU)   | Liu Chang-min (TPE) |
| Taijiquan - Taijijian       | Chung Hei Yeung (HKG)   | Tomohiro Araya (JPN)    | Yu Xuan Tay (SGP)   |
| Changquan - Daoshu - Gunshu | Gao Jiushang (CHN)      | Seraf Siregar (INA)     | Jowen Lim (SGP)     |

Frauen
| Disziplin                      | Gold                            | Silber                    | Bronze                   |
| ------------------------------ | ------------------------------- | ------------------------- | ------------------------ |
| Sanda bis 52 kg                | Chen Mengyue (CHN)              | Namrata Batra (IND)       | Ngô Thị Phương Nga (VIE) |
| Sanda bis 60 kg                | Li Zhiqin (CHN)                 | Nguyễn Thị Thu Thủy (VIE) | Soheila Mansourian (IRI) |
| Sanda bis 70 kg                | Seyedah Bagherzadehvaskas (IRI) | Zhu Hailan (CHN)          | Menaalla Aly (EGY)       |
| Taijiquan - Taijijian          | Lu Zhuoling (CHN)               | Zeanne Law (SGP)          | Sydney Chin (MAS)        |
| Nanquan - Nandao               | Cheong Min Tan (MAS)            | Dary Latisheva (UZB)      | Kassandra Ong (SGP)      |
| Changquan - Jianshu - Qiangshu | Lydia Sham (HKG)                | Pui Yee Pang (MAS)        | Nanoha Kida (JPN)        |